# Kamloops—Thompson—Nicola
Pour les articles homonymes, voir Kamloops (homonymie), Thompson et Nicola.
Circonscription électorale fédérale du Canada
Kamloops—Thompson—Nicola est une circonscription électorale fédérale canadienne située en Colombie-Britannique.

## Géographie
La circonscription de Kamloops—Thompson—Nicola est située en grande partie dans le Plateau intérieur, au centre de la province. Elle comprend :
- les parties du district régional de Squamish-Lillooet constituées :
  - des divisions électorales A et B de Squamish-Lillooet ;
  - de la réserve indienne Bridge River no 1 et la réserve indienne Nesikep no 6 ;
- le district régional de Thompson-Nicola à l'exception des parties décrites comme suit :
  - la division électorale L de Thompson-Nicola (Grasslands) ;
  - les parties de la division électorale P de Thompson-Nicola (Rivers and the Peaks) constituées :
    - de la partie située à l'est d'une ligne décrite comme suit : commençant à l'intersection de la limite sud de la division électorale O de Thompson-Nicola (Lower North Thompson) avec la route de service forestier Adams West; de là vers le sud-est suivant ladite route de service forestier jusqu'à la limite ouest de la partie du village de Chase sur la rivière Adams; de là généralement vers le sud suivant ladite limite à environ 50°57'19"de latitude N et 119°41'12" de longitude O; de là vers le sud-est en ligne droite jusqu'à l'extrémité de la limite est du district régional de Columbia-Shuswap à environ 50°55'31" de latitude N et 119°39'52" de longitude O ;
    - de la partie de la rivière South Thompson située en aval du pont Chase ;

  - la partie de la ville de Kamloops située au sud de la rivière South Thompson et à l'est d'une ligne décrite comme suit : commençant à l'intersection de la rivière South Thompson avec le chemin Mount Paul; de là vers le sud suivant ledit chemin jusqu'à la rue Lorne; de là vers l'est suivant ladite rue jusqu'à la 10e Avenue; de là vers le sud suivant ladite avenue jusqu'à la rue Victoria; de là vers le nord-ouest suivant ladite rue jusqu'à la rue Lansdowne; de là vers le nord-ouest et l'ouest suivant ladite rue jusqu'à la 6e Avenue; de là vers le sud suivant ladite avenue jusqu'à la rue Columbia; de là vers l'ouest suivant ladite rue jusqu'à la promenade Glenfair; de là généralement vers le sud suivant ladite promenade jusqu'à son extrémité à environ 50°39'52" de latitude N et 120°19'47 de longitude O; de là vers le sud en ligne droite jusqu'au ruisseau Peterson à environ 50°39'43" de latitude N et 120°19'47" de longitude O; de là vers le sud suivant ledit ruisseau jusqu'à l'autoroute 1 (route Transcanadienne) à environ 50°39'42" de latitude N et 120°19'47" de longitude O; de là vers l'ouest et le sud-ouest suivant ladite autoroute jusqu'à la route 5A (route Princeton-Kamloops); de là généralement vers le sud-est suivant ladite route jusqu'au chemin Running Horse Ranch; de là vers le sud-ouest en ligne droite jusqu'à la limite sud de la ville de Kamloops, étant l'extrémité de la limite nord-ouest de la division électorale L de Thompson-Nicola (Grasslands) ;
  - la partie du village de Chase située au sud du lac Little Shuswap ;
  - la réserve indienne Neskonlith et la réserve indienne Sahhaltkum no 4.

## Historique
La circonscription est créée lors du redécoupage électoral de 2022-2023 à partir de trois circonscriptions abolies, soit celles de Kamloops—Thompson—Cariboo, Mission—Matsqui—Fraser Canyon et Central Okanagan—Similkameen—Nicola.

## Députés
| Législature | Années          | Député | Député       | Parti        |
| --- | --------------- | ------ | ------------ | ------------ |
| Kamloops—Thompson—Nicola issue de Kamloops—Thompson—Cariboo, Mission—Matsqui—Fraser Canyon, Okanagan-Nord—Shuswap et Central Okanagan—Similkameen—Nicola |                 |        |              |              |
| 45e | 2025 – en cours |        | Frank Caputo | Conservateur |

## Résultats électoraux
Modèle:Élection générale canadienne de 2025 — Kamloops—Thompson—Nicola